# Lomographa atrinotapex
Lomographa atrinotapex är en fjärilsart som beskrevs av Joannis 1929. Lomographa atrinotapex ingår i släktet Lomographa och familjen mätare. Inga underarter finns listade i Catalogue of Life.